# Hovi Star
Hovi Star,(ebraică: חובי סטאר; nume la naștere: Hovav Săculeț (Sekulets) (ebraică: חובב סקולץ; născut la Kiryat Ata, Districtul Haifa, Israel pe 19 noiembrie 1986), este un cântăreț israelian de muzică pop care a reprezentat Israelul în finala celei de-a 61-a ediții a Concursului Muzical Eurovision, găzduită de Stockholm la 14 mai 2016. Piesa muzicală care a reprezentat Israelul se numește Made of Stars.
Cântecul, compus și pe text de Doron Medalie (Medali), a ocupat mai întâi locul 8 în clasamentul juriilor, apoi, după notele publicului s-a clasat pe locul 14.

## Biografie
Hovi Star s-a născut la Kiryat Ata. El este unicul fiu comun al lui Shlomo Săculeț și al lui Efrat, născută Biton, provenită dintr-o familie de rabini. Hovi și-a primit numele mic Hovav în memoria bunicului său matern, rabinul Haviv Biton, originar din Africa de nord Părinții au divorțat când Hovi a avut 4 ani. Tatăl său nu s-a mai interesat de el și s-a recăsătorit, având două fiice din a doua căsnicie.  Hovi a fost crescut de mama sa, administratoare la case de bătrâni, care a fost mai mulți ani partenera de viață a baschetbalistului  american John McIntyre care s-a stabilit în Israel și a jucat în mai multe echipe de bachet din Israel. Din căsnicia lor s-a mai născut un fiu, Randy. În cursul anilor Hovi a rămas  atașat în mod deosebit de bunicii paterni care locuiesc în Kiryat Eliezer. David Săculeț, originar din România, și soția sa, Margalit, venită din Egipt, sunt surzi din naștere, și au crescut cinci copii.  Din cauza angajamentelor sportive ale tatălui vitreg, Hovi a trebuit să schimbe vreo 20 de domicilii, precum și mai multe școli. În același timp, datorită lui McIntyre, Hovi s-a familiarizat cu, cultura populară americană. Până în clasa a X-a a învățat în școli religioase, ultima fiind liceul-ieșivă din Kfar Hassidim, de unde a fost exmatriculat după ce și-a vopsit părul și a hotărât să înregistreze un prim album. Modul de a se îmbrăca, de a se tunde, a se machia și alte obiceiuri considerate extravagante i-au atras de multe ori neplăceri mai ales din partea colegilor de școală și în mediile conservatoare. Ulterior a completat studiile medii într-un liceu laic, într-o clasă cu profil de cosmetică.

## Cariera muzicală
Hovi Sekuletz a fost înrolat în armată, mai întâi, vreme de doi ani, în ansamblul muzical al Comandamentului Spatelui frontului, apoi în ansamblul muzical al Poliției militare. Cu jumătate de an înainte de eliberarea la vatră, a participat la a 7-a stagiune a concursului televizat de tinere talente „Se naște o stea” (Kohav nolad), unde s-a clasat, în cele din urmă, pe locul șapte. Apoi a luat parte la Festivalul cântecelor pentru copii din anul 2009 cu un cântec pe care l-a compus el însuși împreună cu Assaf Averbuch - „Yèled katan yèled gadol” (Copil mic, copil mare).
La 29 ianuarie 2010 a participat la seara de strângere de fonduri pentru victimele cutremurului de pământ din Haiti,unde a interpretat cântecul lui Ilanit, Bashaná habaá (La anul), într-o adaptare proprie.
În 2010 a moderat emisiunea „Stea live” (Kohav live) despre concurenții la a 8-a stagiune a concursului „Kohav nolad” și în acelaș timp, a prezentat o rubrică despre această competiție în programul de dimineață al companiei de TV Keshet. În iunie 2010 a cântat la deschiderea „Paradei Mândriei” de la Tel Aviv, la Centrul municipal gay din oraș.
În 2016 a fost ales prin concurs ca reprezentant al Israelului la viitoarea ediție a Eurivision la Stockholm, cu cântecul „Made of Stars” al lui Doron Medalie (Medali)

## În viața particulară
Hovi Star este homosexual.